# Dodworth
Dodworth är en ort i distriktet Barnsley, Storbritannien. Den ligger i grevskapet South Yorkshire och riksdelen England, i den centrala delen av landet, 240 km norr om huvudstaden London. Dodworth ligger 141 meter över havet och antalet invånare är 5 870. Byn nämndes i Domedagsboken (Domesday Book) år 1086, och kallades då Dodesuu(o)rde.
Terrängen runt Dodworth är platt åt nordost, men åt sydväst är den kuperad. Runt Dodworth är det mycket tätbefolkat, med 1 221 invånare per kvadratkilometer. Närmaste större samhälle är Sheffield, 18,2 km söder om Dodworth. I omgivningarna runt Dodworth växer i huvudsak blandskog.